# Heteropoda martinae
Heteropoda martinae là một loài nhện trong họ Sparassidae.
Loài này thuộc chi Heteropoda. Heteropoda martinae được Peter Jäger miêu tả năm 2008.